# Das Land des Lächelns (1952)
Das Land des Lächelns ist ein deutscher Spielfilm aus dem Jahr 1952 von Hans Deppe und Erik Ode. Die Hauptrollen sind mit Martha Eggerth und Jan Kiepura besetzt. Das Drehbuch verfasste Axel Eggebrecht unter der Mitarbeit von Hubert Marischka. Es basiert auf der gleichnamigen Operette von Ludwig Herzer, Fritz Löhner-Beda (Libretto) und Franz Lehár (Musik). Die Handlung des Films weicht jedoch teilweise stark von der Vorlage ab. In Deutschland kam der Streifen zum ersten Mal am 2. Oktober 1952 ins Kino. 

## Handlung
Schon seit Jahren lebt Prinz Sou aus Javora, einem kleinen indonesischen Teilstaat, in Wien. Eines Tages führt ihn sein Freund Gustl in einen Künstlerkreis ein. Als Sou ein Lied vorträgt, sind alle Anwesenden von seiner schönen Stimme gerührt, besonders Professor Licht, der Leiter des Wiener Konservatoriums. Auf seine Bitte hin wirkt der Prinz bei einer Wohltätigkeitsveranstaltung mit. Dort lernt er die Sängerin Lissy Licht, eine Nichte des Professors, kennen. Beide sind sich auf Anhieb sympathisch. Nachdem sie ein Duett vorgetragen haben, werden sie frenetisch gefeiert und verlieben sich ineinander.
Sous schöne Zeit in Wien geht zu Ende. Weil sein Vater gestorben ist, muss er in seine Heimat zurückkehren, um die Regentschaft zu übernehmen. Vorher aber heiratet er Lissy und nimmt sie als seine Gattin nach Javora mit. Dort werden Lissy und Sous kleine Schwester Mi innige Freundinnen. Sous einflussreichem Onkel Tschang, dem heimlichen Herrscher des Landes, ist die Neue völlig zuwider. Eines Tages verlangt er von seinem Neffen, dass dieser eine zweite Frau heirate. Nach alter Tradition müsse diese aber aus Patagama stammen. Als Sou dieser Provinz einen Besuch abstattet, zeigt er sich erleichtert, nachdem er feststellen musste, dass die ihm zugedachte Prinzessin ein zehnjähriges Kind ist. 
Ein paar Jahre später bringt Lissy eine Tochter zur Welt. Sie erhält den Namen Chrysanthème. Über allem Glück muss Sou jedoch einsehen, dass er sich auf Dauer den Traditionen des Landes nicht verschließen kann. Deshalb entschließt er sich, das inzwischen zur Frau herangereifte Mädchen – allerdings nur der Form nach – zu ehelichen. Lissy zeigt sich empört über diesen Plan. Ganz offen erklärt sie ihm, sie werde sofort mit Chrysanthème das Land verlassen, wenn er dies tue.
Mit Hilfe von Mi und dem gerade zu Besuch weilenden Gustl schafft es Lissy, während der Hochzeitsfeierlichkeiten zusammen mit ihrer Tochter aus dem Palast zu fliehen. Tschangs Versuch, Lissy das Kind am Schiff wegzunehmen, scheitert durch das beherzte Eingreifen von Mi.

## Musik
Die Musik von Franz Lehár erklingt in dem Film nicht im Original, sondern in einer Bearbeitung von Alois Melichar. Zu hören sind folgende Nummern:
- Meine Liebe, deine Liebe, die sind beide gleich (Duett),
- Bei einem Tee à deux (Duett),
- Wer hat die Liebe uns ins Herz gesenkt (Duett),
- Immer nur lächeln und immer vergnügt (Lied) sowie
- die Arie Dein ist mein ganzes Herz.

Es musizieren die Berliner Philharmoniker unter der Leitung von Alois Melichar. Die Choreografie besorgte Jens Keith.

## Ergänzungen
Die Operette war bereits 1930 von Regisseur Max Reichmann verfilmt worden. Die Außenaufnahmen entstanden unter der Regie von Erik Ode in Bangkok und Umgebung sowie in Ayutthaya, die Innenaufnahmen unter der Regie von Paul Deppe in den Studios in Berlin-Tempelhof. Die Bauten wurden von den Filmarchitekten Willi A. Herrmann, Heinrich Weidemann und Peter Schlewski geschaffen. Walter Kraatz steuerte die Kostüme bei. Der Film entstand auf dem belgischen Gevacolor-Material. Produzent Kurt Ulrich übernahm auch die Produktionsleitung. Uraufführung war am 2. Oktober 1952 in Düsseldorf.

## Kritik
Das Lexikon des internationalen Films zieht folgendes Fazit: „Trotz der für die Entstehungszeit üppigen Ausstattung und […] malerischer Außenaufnahmen mißlang das Comeback des zu NS-Zeiten emigrierten polnisch-ungarischen Sängerpaares Kiepura/Eggerth.“

## Quelle
- Programm zum Film: Das Neue Film-Programm, erschienen im gleichnamigen Verlag H. Klemmer & Co., Neustadt an der Weinstraße, ohne Nummernangabe